# Boophis popi
Boophis popi is een kikker uit de familie gouden kikkers (Mantellidae). De soort werd voor het eerst wetenschappelijk beschreven door Jörn Köhler, Frank Glaw, Gonçalo Rosa, Philip-Sebastian Gehring, Maciej Pabijan, Franco Andreone en Miguel Vences in 2011. De soort behoort tot het geslacht Boophis.
De soortaanduiding popi is een eerbetoon aan het Duitse internetbedrijf POP Interactive, als dank voor hun sponsoring van natuurprojecten.

## Leefgebied
De kikker is endemisch in Madagaskar. De soort komt vooral voor in het Centraal Hoogland op een hoogte van 1000 tot 1500 meter.

## Beschrijving
Het mannelijke holotype had een lengte van 35 millimeter. Dertien andere gemeten exemplaren hadden een lengte tussen de 28,4 en 47,2 millimeter.